# Danilo Bach
Pour les articles homonymes, voir Bach (homonymie).
Danilo Bach est un scénariste américain né le 1er mars 1944.

## Filmographie

### Cinéma
- 1984 : Le Flic de Beverly Hills de Martin Brest
- 1986 : Week-end de terreur de Fred Walton
- 1987 : Traquée de Ridley Scott (non crédité)
- 1987 : Le Flic de Beverly Hills 2 de Tony Scott, réutilisation des personnages créés par D. Bach
- 1994 : Le Flic de Beverly Hills 3 de John Landis, réutilisation des personnages créés par D. Bach
- 2024 : Le Flic de Beverly Hills : Axel F. (Beverly Hills Cop: Axel F) de Mark Molloy, réutilisation des personnages créés par D. Bach

### Télévision
- 1996 : L'Affaire Ramsay (téléfilm) (scénario et production)
- 2005 : 14 Hours (téléfilm)

## Nominations
- Oscars du cinéma 1985 : Oscar du meilleur scénario original pour Le Flic de Beverly Hills